# Kitojskie Gol'cy
I Kitojskie Gol'cy (in russo Китойские Гольцы?), chiamati da P. A. Kropotkin, V. A. Obručev e altri geografi Kitojskie Al'py (Китойские Альпы, Alpi del Kitoj, sono una catena montuosa della Russia che fa parte dei Saiani Orientali nella Siberia meridionale. Si trovano nella parte sud-est dei Saiani Orientali, sul territorio del distretto Okinskij nella Buriazia. 

## Geografia
La sua principale cresta spartiacque si estende dalle sorgenti del fiume Urik a est per 200 km, fungendo da spartiacque dei bacini Urik e Onot a nord, e Irkut e Kitoj a sud. I pendii sono ricoperti da foreste di larici e cedri, al di sopra dei 2 000 m lasciano il posto alla tundra rocciosa di montagna. La cima più alta è l'Ospin-Ulan-Sar'dag (Оспин-Улан-Сарьдаг, 3 215 m) o Ospin-Ulan-Sardyk (Оспин-Улан-Сардык).
I Kitojskie Gol'cy formano 
(Николай Васильевич Латкин, Как описывает их географ и золотопромышленник)
Scendendo gradualmente verso il corso inferiore dei fiumi Kitoi e Belaja, i monti digradano in una catena di colline e infine si perdono in una vasta pianura situata lungo i tratti più bassi dei due fiumi sopra menzionati. All'interno del crinale sono presenti depositi di amianto e grafite. 